# Villeneuve-lès-Béziers

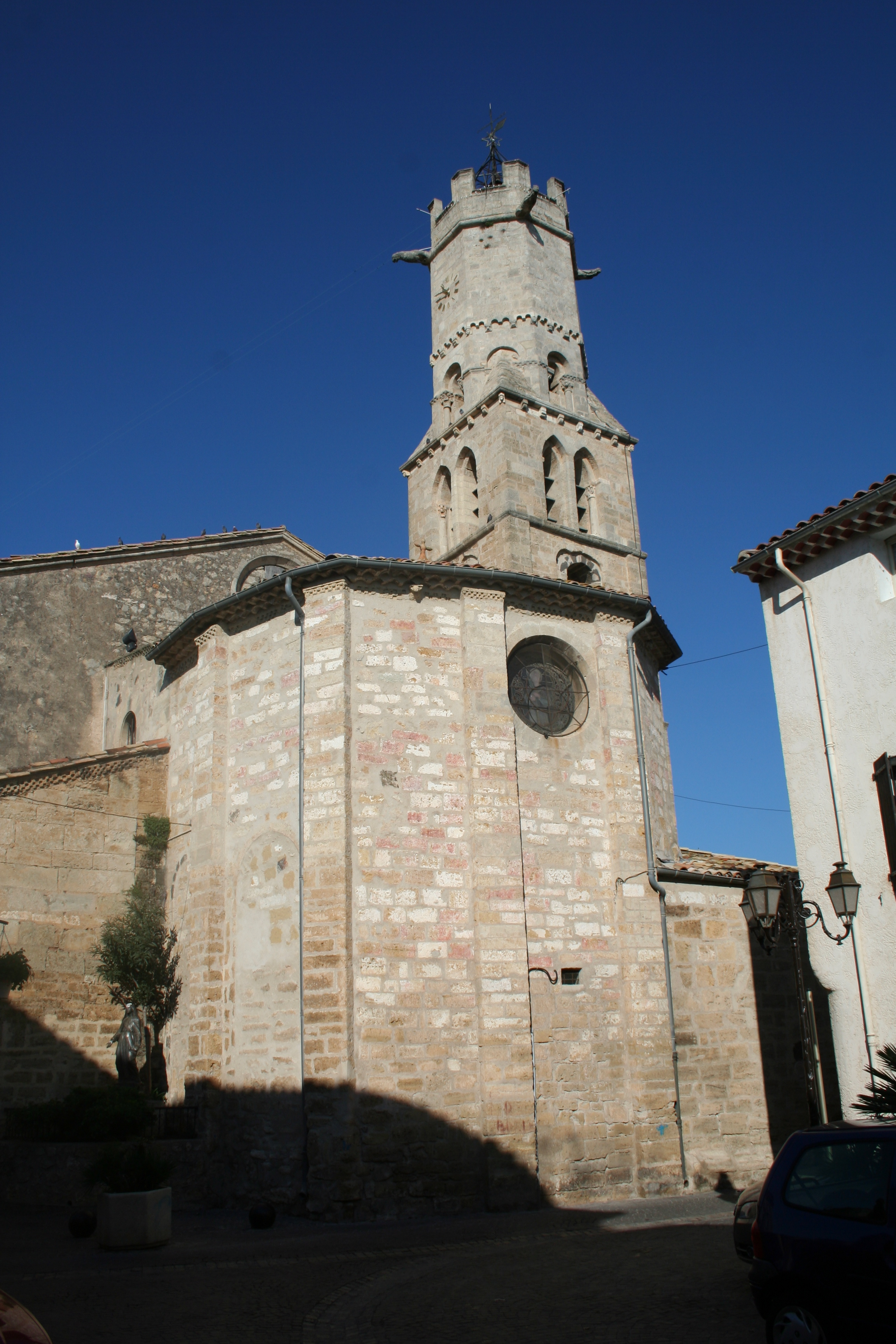
Kościół w Villeneuve-lès-Béziers, 2007

Villeneuve-lès-Béziers – miejscowość i gmina we Francji, w regionie Oksytania, w departamencie Hérault.
Według danych na rok 1990 gminę zamieszkiwały 2972 osoby, a gęstość zaludnienia wynosiła 172 osoby/km² (wśród 1545 gmin Langwedocji-Roussillon Villeneuve-lès-Béziers plasuje się na 130. miejscu pod względem liczby ludności, natomiast pod względem powierzchni na miejscu 455.).

## Populacja

Populacja Villeneuve-lès-Béziers w latach 1962-2008